# Brink of Disaster
Brink of Disaster is, volgens de originele uitzending, de 22e aflevering van Thunderbirds, de Supermarionationtelevisieserie van Gerry Anderson. De aflevering werd voor het eerst uitgezonden op ATV Midlands op 24 februari 1966.
De aflevering was echter de 11e die geproduceerd werd. Derhalve wordt de aflevering tegenwoordig vaak als 11e aflevering in de serie uitgezonden.

## Verhaal
Op een dag wordt het landhuis van Lady Penelope Creighton-Ward bezocht door een zekere Warren Grafton, die een afspraak met Penelope heeft. Ze is er op dat moment niet, maar hij wil wel even op haar wachten. Penelope wordt op dat moment achtervolgd door twee gangsters. Met o.a. het rookgordijn, de oliespuiters en de machinegeweren van FAB 1 kan ze hen afschudden. Ondertussen gebruikt Crafton in de kamer waar hij zit te wachten een zendertje verborgen in een sigarethouder om de locatie van Penelopes juwelenkluis te vinden. Hij plaatst een apparaatje achter het gordijn bij het raam om het alarm uit te schakelen.
Wanneer Penelope thuiskomt vertelt Grafton haar dat zijn bedrijf bezig is een grote volledig automatische monoraillijn aan te leggen. De regering wil dit project niet financieren, dus zoekt hij sponsors. Penelope is een van de rijke mensen die hij benadert. Parker herkent Graftons chauffeur, Malloy, die vroeger voor een Amerikaanse bende werkte. Wanneer hij Penelope dit laat weten, wijst ze Graftons aanbod af. Wel zal ze een rijke vriend van haar informeren om contact op te nemen met Grafton.
Die rijke vriend is Jeff Tracy. Hij is het met Penelope eens dat er een luchtje zit aan de hele monorail, en besluit het uit te gaan zoeken. Ondertussen heeft Grafton een ontmoeting met enkele van zijn medewerkers, die elk onthullen hoe ze op een illegale manier aan geld komen. Grafton maakt bekend dat hij Jeff Tracy en twee technische adviseurs van hem mee zal nemen in de monorail om ze te overtuigen te investeren. Ondertussen zullen Malloy en Selsden Penelope beroven van haar juwelen.
De volgende dag neemt Grafton Jeff, Tin-Tin en Brains mee. Hij blijft volhouden dat er niets mis is met de veiligheid van de automatische monorail. Heli-jets houden alles in de gaten en rapporteren elke fout. Op dat moment komt een van die heli-jets in een zware storm terecht en crasht tegen een spoorbrug. De brug begint hierdoor langzaam in te storten. Bovendien is de treinleiding geknapt, waardoor de automatische signalen die de monorail sturen worden gedeactiveerd. De piloot van de heli-jet, Joe, kon op tijd uit de heli-jet ontsnappen met zijn schietstoel, maar hangt nu met zijn parachute aan de brug en kan de monorail niet waarschuwen.
In de monorail is Jeff niet overtuigd van Graftons praatje aangezien Grafton meer om geld dan om mensenlevens lijkt te geven. Ondertussen arriveert een tweede heli-jet bij de brug en vindt Joe. De piloot, Stan, waarschuwt de inzittenden van de monorail. Brains en Tin-Tin, die de computer hebben bestudeerd, beseffen dat zonder de automatische signalen de trein niet tot stilstand kan worden gebracht. Ze proberen ter plekke het remsysteem handmatig te activeren. Voor de zekerheid roept Jeff International Rescue op. Scott en Virgil vertrekken in Thunderbirds 1 en 2 naar de brug.
Ondertussen, in Engeland, breken Malloy en Selsden in bij Penelopes landhuis. Ze gaan ervan uit dat alle alarmen zijn uitgezet. Maar wanneer de twee de kluis openen, gaat een speciaal alarm af dat op een ander circuit zit dan de overige alarmen, en wat alleen door Parker en Penelope gehoord wordt. Wanneer de twee willen ontsnappen met hun auto, schieten Parker en Penelope de banden lek. Malloy en Selsden breken vervolgens in bij de garage naast het huis en stelen FAB 1. Via een afstandsbediening blokkeert Penelope echter de deuren en het stuur van FAB 1, en laat de auto de hele verdere nacht rondjes rijden om een standbeeld.
In de monorail is de situatie niet echt verbeterd. Brains doet nog een laatste poging en slaagt erin de remmen te activeren. De trein komt tot stilstand, maar wel midden op de brug. Scott arriveert in Thunderbird 1 en beveelt iedereen naar de middelste wagen te gaan. Thunderbird 2 arriveert ook, en Virgil gebruikt de magnetische klampen om de wagen van de brug te tillen. Eenmaal veilig op de grond verzekert Jeff Grafton dat de zaak tot op de bodem zal worden uitgezocht, en dat Grafton hoogstwaarschijnlijk in de gevangenis zal belanden. Grafton is sceptisch hierover, maar in de volgende scène zitten hij en zijn helpers inderdaad in de gevangenis.

## Rolverdeling

### Reguliere stemacteurs
- Jeff Tracy — Peter Dyneley
- Scott Tracy — Shane Rimmer
- Virgil Tracy — David Holliday
- Alan Tracy — Matt Zimmerman
- John Tracy — Ray Barrett
- Brains — David Graham
- Tin-Tin — Christine Finn
- Lady Penelope Creighton-Ward — Sylvia Anderson
- Aloysius Parker — David Graham

### Gastrollen
- Warren Grafton – David Graham
- Harry Malloy – David Graham
- Selsdon – Ray Barrett
- Joe – Ray Barrett
- Stan – Matt Zimmerman

## Machines
De machines en voertuigen in deze aflevering zijn:
- Thunderbird 1
- Thunderbird 2
- Thunderbird 5
- FAB 1
- Heli-jet
- Monorail

## Fouten
- De lengte van het stuk rails dat meekomt als Virgil de treinwagen optilt is een stuk langer op het moment dat Virgil de wagen op de grond zet.
- Op het moment dat Selsdon en Malloy de kluis proberen te kraken, begint Malloys zaklamp te roken door de hitte van de lamp.
- Penelopes rustige rijstijl in deze aflevering is geheel in tegenspraak met haar rijgedrag in Vault of Death.
- Als de trein tot stilstand is gekomen, moet de trein of heel snel geremd zijn, of moet de brug heel lang zijn.

## Trivia
- Gordon, Oma en Kyrano doen niet mee in deze aflevering
- In het telegram dat Parker Penelope geeft om haar, buiten Graftons weten om, te waarschuwen voor diens chauffeur, blijkt dat Penelopes landhuis in Foxleyheath ligt.
- Brains drukt de knop waarmee hij probeert te remmen in met zijn plastic hand, hoewel dergelijke dingen in de serie meestal met echte handen worden gedaan.
- Deze aflevering werd omgezet tot strip door Alan Fennell en Rodd Vass voor Thunderbirds: The Comic 30-33 in 1992.